# 田中神社 (京都市左京区)
田中神社（たなかじんじゃ）は、京都市左京区田中樋ノ口町にある神社。旧社格は村社。田中姓発祥の地ともいわれる。

## 歴史
当社の正確な創建年代は不明であるが、もともとこの地には河崎（こうさき）総社があったともいわれている。『日本三代実録』の貞観5年（863年）5月22日条にある「田中社」は当社であるとされるが、社伝によれば弘安年間（1278年 - 1288年）に建てられたともいう。
当初の本殿と拝殿は賀茂御祖神社の式年遷宮の際に拝領されたものと伝わる。
応仁の乱の時には田中郷の住民によって当社を中心に田中構（たなかかまえ）と呼ばれる防壁が築かれたが、文明6年（1474年）8月1日に西軍の攻勢で炎上した。天文法華の乱には法華衆の攻勢で当社は被災し、文書類が焼失している。
寛永5年（1628年）に賀茂御祖神社の比良木社（ひらきしゃ）旧殿を拝領した際には、賀茂御祖神社に銅銭が本殿分10貫文、拝殿分1貫文がそれぞれ奉納されている。
宝永3年（1706年）に火災で焼失するが、後に再建される。

## 祭神
- 主祭神 - 大国主命

## 境内
- 本殿
- 中門
- 拝殿
- 社務所

### 摂・末社
- 稲田姫神社 - 祭神：稲田姫大神。摂社。
- 事代主神社 - 祭神：事代主大神。摂社。
- 倉稲魂神社 - 祭神：倉稲魂大神。摂社。
- 猿田彦神社 - 祭神：猿田彦大神。摂社。
- 玉柳稲荷神社 - 祭神：稲荷大神。末社。1879年（明治12年）に氏子の希求により談合の森（現・叡山電鉄茶山・京都芸術大学駅周辺）より移された。

## 祭事
- 1月1日 - 歳旦祭
- 2月1日 - とんと祭
- 旧暦の午の日 - 初午祭（玉柳稲荷神社）
- 2月17日 - 祈年祭
- 6月30日 - 大祓
- 10月第3日曜日 - 氏子大祭（前日氏子大祭宵宮祭）
- 10月23日 - 例祭
- 11月23日 - 新嘗祭
- 11月28日 - お火焚祭（玉柳稲荷神社）
- 毎月1日・15日 10時斎行 - 月次祭

## アクセス
- 叡山電車線
  - 叡山本線元田中駅より徒歩3分。